# Steven Langton
Steven Daniel Langton (Melrose, 15 aprile 1983) è un bobbista statunitense.

## Biografia
Ha iniziato a gareggiare nel 2007 ed ha vinto due medaglie d'argento (in entrambe le specialità) ai giochi olimpici di Soči 2014, spingendo le slitte pilotate da Steven Holcomb.
Vanta altresì due medaglie d'oro e due di bronzo ai campionati mondiali ottenute sempre con Holcomb.

## Palmarès

### Olimpiadi
- 2 medaglie:
  - 2 argenti (bob a due, bob a quattro a Soči 2014).

### Mondiali
- 4 medaglie:
  - 2 ori (bob a due, bob a quattro a Lake Placid 2012);
  - 2 bronzi (bob a quattro a Königssee 2011; bob a quattro a Sankt Moritz 2013).

### Coppa del Mondo
- 21 podi (8 nel bob a due e 13 nel bob a quattro):
  - 11 vittorie (5 nel bob a due e 6 nel bob a quattro);
  - 7 secondi posti (2 nel bob a due e 5 nel bob a quattro);
  - 3 terzi posti (1 nel bob a due e 2 nel bob a quattro).

#### Coppa del Mondo - vittorie
| Data             | Luogo       | Paese       | Disciplina                                                                  |
| ---------------- | ----------- | ----------- | --------------------------------------------------------------------------- |
| 28 novembre 2010 | Whistler    | Canada      | a quattro con Steven Holcomb (pilota), Curtis Tomasevicz e Justin Olsen     |
| 19 dicembre 2010 | Lake Placid | Stati Uniti | a quattro con Steven Holcomb (pilota), Justin Olsen e Curtis Tomasevicz     |
| 9 novembre 2012  | Lake Placid | Stati Uniti | a due con Steven Holcomb (pilota)                                           |
| 24 novembre 2012 | Whistler    | Canada      | a due con Steven Holcomb (pilota)                                           |
| 29 novembre 2013 | Calgary     | Canada      | a due con Steven Holcomb (pilota)                                           |
| 30 novembre 2013 | Calgary     | Canada      | a quattro con Steven Holcomb (pilota), Curtis Tomasevicz e Christopher Fogt |
| 7 dicembre 2013  | Park City   | Stati Uniti | a quattro con Steven Holcomb (pilota), Curtis Tomasevicz e Christopher Fogt |
| 13 dicembre 2013 | Lake Placid | Stati Uniti | a due con Steven Holcomb (pilota)                                           |
| 15 dicembre 2013 | Lake Placid | Stati Uniti | a quattro con Steven Holcomb (pilota), Curtis Tomasevicz e Christopher Fogt |
| 18 gennaio 2014  | Igls        | Austria     | a due con Steven Holcomb (pilota)                                           |
| 26 gennaio 2014  | Königssee   | Germania    | a quattro con Steven Holcomb (pilota), Curtis Tomasevicz e Christopher Fogt |